# William Miller (Historiker)
William Miller (* 8. Dezember 1864 in Wigton, England; † 23. Oktober 1945 in Durban, Südafrika) war ein englischer Privatgelehrter, der als Historiker, Mediävist und Journalist tätig war.

## Leben
William Miller war der Sohn eines Bergwerksbesitzers im nordenglischen Cumberland. Er besuchte die Rugby School, studierte an der Universität Oxford und schloss dort mit Auszeichnung ab. Anschließend studierte er Rechtswissenschaften und erhielt 1889 die Anwaltszulassung, diesen Beruf übte er jedoch nie aus, er konnte von seinem Privatvermögen leben. 1895 heiratete er Ada Mary Wright und verließ mit seiner Frau 1903 London. Die Berufung auf den ersten Lehrstuhl für Moderne Griechische und Byzantinische Geschichte an der London University lehnte er in der Folgezeit ab.
Von 1909 bis 1923 arbeitete Miller als Korrespondent für die konservative englische Zeitung Morning Post in Rom. Nach der Machtübernahme den Faschisten unter Benito Mussolini ging er als Korrespondent nach Athen. Dort war er bis zur deutschen Invasion Griechenlands 1941 als Honorary Student mit der British School at Athens verbunden. 
Miller war bis zu ihrer Einstellung 1937 Zuarbeiter der Cambridge Medieval History. 1941 siedelte er nach Südafrika über, wo er bis zu seinem Tode 1945 lebte. Seine Ehefrau überlebte ihn um vier Jahre. Das Paar hatte keine Kinder.
Miller war Fellow der British Academy (1932), Ehrendoktor der Universität Athen und korrespondierendes Mitglied der Akademie von Athen.

## Veröffentlichungen
- The Balkans, 1896.
- Travels and Politics in the Near East, 1898.
- Greek Life in Town and Country, 1905.
- The Latins in the Levant, 1908.
- The Ottoman Empire and its Successors, 1801–1913. Cambridge 1913.
  - ergänzte und erweiterte Auflage The Ottoman Empire and its Successors, 1801–1927. Cambridge 1927.
  - aktualisierte Auflage: The Ottoman Empire and its Successors, 1801–1927, with an Appendix 1927–1936. Cambridge 1936.
  - Nachdruck der letzten Auflage: Frank Cass & Co. Ltd., London 1966.
- Essays on the Latin Orient, Cambridge University Press, Cambridge, England 1921.
- History of the Greek People, 1821–1921, 1922.
- Trebizond, the Last Greek Empire, 1926.